# Johana Josefa Eleonora Trach z Březí
Johana Josefa Eleonora Trach z Březí (4. listopad 1789, Zámrsk, Polsko – 2. červen 1870, Baden, Vídeň, Rakousko). Dcera barona Zikmunda Tracha z Březí, na Zámrsku, také majitele panství Ruda ve Slezsku, panství Apathy a Vinicy v Maďarsku, a Anny Eleonory rozené Fenzel z Dubovce.

## Život
Manželka Filipa Ludvíka barona Saint-Genois (1790 – 31. červenec 1857, Baden, Vídeň, Rakousko), C. a k. komořího a tajného rady, rytíře rakouského řádu Leopolda a čestného rytíře Suverénního Maltézského řádu.
Spolu měli tři děti: Alexandra Ludvíka Filipa Arnolda (1811–1819), Mořice Vincenta Jana Nepomuckého Ferdinanda (1816–1886) a Marii Alexandru Julii Eleanoru (1820–1888). Ta se později stala manželkou markýze Henriho de Ville, hraběte von Demblin, barona de Canon, čestného rytíře Maltézského řádu.